# Wissant
Wissant és un municipi francès situat al departament del Pas de Calais i a la regió dels Alts de França. L'any 2007 tenia 1.046 habitants.

## Demografia

### Població
El 2007 la població de fet de Wissant era de 1.046 persones. Hi havia 432 famílies de les quals 134 eren unipersonals (51 homes vivint sols i 83 dones vivint soles), 123 parelles sense fills, 127 parelles amb fills i 48 famílies monoparentals amb fills.
La població ha evolucionat segons el següent gràfic:
Habitants censats

### Habitatges
El 2007 hi havia 1.292 habitatges, 453 eren l'habitatge principal de la família, 818 eren segones residències i 22 estaven desocupats. 935 eren cases i 356 eren apartaments. Dels 453 habitatges principals, 294 estaven ocupats pels seus propietaris, 143 estaven llogats i ocupats pels llogaters i 16 estaven cedits a títol gratuït; 4 tenien una cambra, 33 en tenien dues, 59 en tenien tres, 111 en tenien quatre i 246 en tenien cinc o més. 291 habitatges disposaven pel capbaix d'una plaça de pàrquing. A 217 habitatges hi havia un automòbil i a 149 n'hi havia dos o més.

### Piràmide de població
La piràmide de població per edats i sexe el 2009 era:
| Homes | Edats   | Dones |
| ----- | ------- | ----- |
| 0     | 95 o +  | 4     |
| 0     | 90 a 94 | 4     |
| 8     | 85 a 89 | 4     |
| 0     | 80 a 84 | 12    |
| 36    | 75 a 79 | 40    |
| 28    | 70 a 74 | 40    |
| 32    | 65 a 69 | 24    |
| 40    | 60 a 64 | 52    |
| 32    | 55 a 59 | 32    |
| 32    | 50 a 54 | 28    |
| 44    | 45 a 49 | 20    |
| 44    | 40 a 44 | 56    |
| 40    | 35 a 39 | 28    |
| 44    | 30 a 34 | 52    |
| 32    | 25 a 29 | 32    |
| 24    | 20 a 24 | 36    |
| 40    | 15 a 19 | 56    |
| 32    | 10 a 14 | 44    |
| 48    | 5 a 9   | 24    |
| 28    | 0 a 4   | 44    |

## Economia
El 2007 la població en edat de treballar era de 647 persones, 432 eren actives i 215 eren inactives. De les 432 persones actives 368 estaven ocupades (213 homes i 155 dones) i 65 estaven aturades (42 homes i 23 dones). De les 215 persones inactives 62 estaven jubilades, 55 estaven estudiant i 98 estaven classificades com a «altres inactius».

### Ingressos
El 2009 a Wissant hi havia 484 unitats fiscals que integraven 1.140 persones, la mediana anual d'ingressos fiscals per persona era de 15.800 €.

### Activitats econòmiques
Dels 71 establiments que hi havia el 2007, 4 eren d'empreses alimentàries, 1 d'una empresa de fabricació d'altres productes industrials, 6 d'empreses de construcció, 12 d'empreses de comerç i reparació d'automòbils, 4 d'empreses de transport, 16 d'empreses d'hostatgeria i restauració, 1 d'una empresa financera, 6 d'empreses immobiliàries, 7 d'empreses de serveis, 10 d'entitats de l'administració pública i 4 d'empreses classificades com a «altres activitats de serveis».
Dels 23 establiments de servei als particulars que hi havia el 2009, 1 era una oficina de correu, 1 taller de reparació d'automòbils i de material agrícola, 2 fusteries, 2 lampisteries, 2 electricistes, 1 perruqueria, 10 restaurants, 3 agències immobiliàries i 1 saló de bellesa.
Dels 8 establiments comercials que hi havia el 2009, 2 eren botiges de menys de 120 m², 2 fleques, 1 una fleca, 1 una peixateria, 1 una llibreria i 1 una botiga de roba.
L'any 2000 a Wissant hi havia 9 explotacions agrícoles.

## Equipaments sanitaris i escolars
L'únic equipament sanitari que hi havia el 2009 era una farmàcia.
El 2009 hi havia una escola elemental.

## Poblacions més properes
El següent diagrama mostra les poblacions més properes.